# Cabaceiras
Cabaceiras är en kommun i Brasilien.   Den ligger i delstaten Paraíba, i den östra delen av landet, 1 600 km nordost om huvudstaden Brasília. Antalet invånare är 5 035.
Omgivningarna runt Cabaceiras är huvudsakligen savann. Runt Cabaceiras är det glesbefolkat, med 9 invånare per kvadratkilometer.